# 僕と妻の1778の物語
『僕と妻の1778の物語』（ぼくとつまのせんななひゃくななじゅうはちのものがたり）は、2011年1月15日に公開された日本映画である。

## 概要
SF作家である眉村卓と2002年に大腸がんで死去した妻・悦子の間にあった夫婦愛の実話を元にした作品。
草彅が2006年まで演じてきた『僕シリーズ』の最新作であり、映画化は初のことである。同シリーズとしては草彅の他、小日向文世・大杉漣・浅野和之も4部作全ての出演となり、スタッフも一部共通しているが、過去3作の脚本を担当していた橋部敦子は本作では担当していない。草彅剛と竹内結子とは2003年の『黄泉がえり』以来8年ぶりの共演となる。撮影自体は公開の1年前の2010年1月に既に終了している。
2011年1月8日以降FNS系列局で、映画公開記念特番『奇跡体験!アンビリバボー特別編 映画「僕と妻の1778の物語」〜本当にあった愛と感動のストーリー〜』が放送された。
キャッチコピーは「『僕の生きる道』シリーズ、待望の映画化--“実話”から生まれた奇跡の愛情物語」。
全国315スクリーンで公開され、2011年1月15,16日初日2日間で興収1億5,969万5,200円、動員は12万1,783人になり映画観客動員ランキング（興行通信社調べ）で初登場第1位となった。
1月20日、都内で行われた特別上映会に上皇后が臨席し、注目を集めた。
イ・ビョンホンが鑑賞したコメント動画を公式ウェブサイト 僕と妻の1778の物語 に届けた。
日本だけでなく、5月開催のカンヌ国際映画祭など海外出品も精力的に行われた。

## ストーリー
SF作家・牧村朔太郎は大好きなSFの執筆に空想を膨らませ、妻・節子と仲睦まじく過ごしていた。ある日、節子は腹痛に襲われ妊娠かと思われたが、朔太郎は実際は大腸癌に侵され余命1年であることを告げられる。妻の力になろうとするが空回りしてしまう朔太郎。しかし朔太郎は「笑うと免疫力が上がることがある」という医師の言葉から、毎日1編ずつ妻のために短編小説を書くことを決意する。

## 登場人物
牧村朔太郎
演 - 草彅剛（SMAP）
SF作家で通称・サク。SFを心から愛し、普段もSFのアイディアとなる空想に頭を膨らませる子供っぽい性格。そして妻の節子を一途に想い続けている。節子に生きてほしい一心から、節子を笑わせるために「1日1話」を自らに課す。
牧村節子
演 - 竹内結子
朔太郎の妻、銀行員。朗らかな性格であり、公私共に朔太郎を支える良き理解者。
滝沢蓮
演 - 谷原章介
朔太郎の親友で同期の作家。朔太郎と同じSF作家だったが、恋愛小説にも手を出し、次々と本を出す売れっ子となる。
滝沢美奈
演 - 吉瀬美智子
蓮の妻。蓮の間に第一子の女の子をもうける。子供を諦めた節子を気にかける。
新美健太郎
演 - 陰山泰
朔太郎担当の編集者。
清掃係のおじいさん
演 - 高橋昌也
松下の勤める病院の清掃係。院内で短編を書く朔太郎が節子のために執筆していることを知り、彼を見守る。
野々垣佳子
演 - 佐々木すみ江
牧村家の大家さん。朔太郎や節子と親しく、気さくにおすそ分けを持ってきてくれる。
新聞の集金人
演 - 小日向文世
朔太郎の執筆する短編「集金人」に登場。朔太郎宅に集金に来るが、その正体は火星人で、朔太郎にその真の姿を見せる。
玩具店の店主
演 - 浅野和之
朔太郎が笑う宇宙人の人形を買った玩具店の店主。この笑う宇宙人の人形も朔太郎の「一日1話」を決意させるきっかけの一つとなる。
朔太郎の父
演 - 山浦栄
朔太郎の母
演 - 今本洋子
松下照夫
演 - 大杉漣
節子の担当医。二人を暖かく見守り、節子が退院する際に、朔太郎に「笑うと免疫力が上がることがある」とアドバイスする。
片岡晴子
演 - 風吹ジュン
節子の母。がんに侵された娘を気遣う。

## スタッフ
- 監督 - 星護
- 脚本 - 半澤律子
- 音楽 - 本間勇輔
- 原作 - 眉村卓
- 制作 - 堤田泰夫、亀山千広、飯島三智、島谷能成、細野義朗
- プロデューサー - 重松圭一、種田義彦、岩田祐二
- アソシエイトプロデューサー - 川上一夫、瀬田裕幸
- ライン・プロデューサー - 伊藤正昭
- 技術プロデューサー - 友部節子
- 美術プロデューサー - 杉川廣明
- 撮影 - 浅野仙夫
- 照明 - 三上日出志
- 録音 - 山成正己
- 映像： 阿部友幸
- 美術デザイン - 柳川和央
- 美術進行 - 山下雅紀
- 記録 - 幸縁栄子
- 編集 - 河村信二
- 助監督 - 中西正茂
- 制作担当 - 中川真吾
- 制作プロダクション - 共同テレビジョン
- 制作 - 関西テレビ放送、フジテレビジョン、ジェイ・ドリーム、東宝、スターダストピクチャーズ、フジネットワーク26社
- 配給 - 東宝